# 争取共产主义支持抵抗委员会党
争取共产主义支持抵抗委员会党（義大利語：Partito dei Comitati di Appoggio alla Resistenza per il Comunismo）是意大利的一个共产主义政党。该党成立于1992年11月21日—22日，当时取名为争取共产主义支持抵抗委员会（Comitati di Appoggio alla Resistenza per il Comunismo，缩写为CARC）。该党的一些创始成员曾在1970年代参加马列主义、自治主义、托洛茨基主义组织。2009年，该党改用现名。该党的政治立场是极左翼。该党的总部位于米兰。该党出版刊物《抵抗》。